# 奥古斯托·焦莫
奥古斯托·焦莫（義大利語：Augusto Giomo，1940年2月3日—2016年1月27日），意大利男子篮球运动员。他曾代表意大利获得1960年夏季奥运会男子篮球比赛第四名和1964年夏季奥运会男子篮球比赛第五名。